# Renato Reyes
Renato Reyes, né le 21 septembre 1944 et décédé le 10 juin 1997, est un ancien joueur philippin de basket-ball.